# Grillo (hijo de Jenofonte)
Grillo (en griego antiguo: Γρύλλος) era el hijo mayor de Jenofonte. Cuando estalló la guerra entre Élide y la Arcadia, en torno al año 365 a. C., tuvo que marcharse de su residencia en Trifilia junto a su hermano Diodoro por orden de su padre hasta Lépreo, donde más tarde se les uniría, marchando juntos hasta Corinto.
Tanto Grillo como su hermano sirvieron con la caballería ateniense en la batalla de Mantinea, en el 362 a. C., donde Grillo murió en combate. Fue él, según el relato de los atenienses y tebanos, quien le dio a Epaminondas su herida mortal, y fue representado en el acto de infligirla en una obra del escultor Eufránor. 
Los habitantes de Mantinea, aunque atribuyeron la muerte de Epaminondas a un "Machaerion", honraron a Grillo con un funeral público y una estatua ecuestre, y reverenciaron su memoria, como el más valiente de todos los que lucharon de su lado en Mantineia. Según Diógenes Laercio, fue recordado y elogiado después de su muerte en innumerables epigramas y panegíricos.